# Patrick Manning (historien)
Pour l’article homonyme, voir Patrick Manning.
Patrick Manning (né le 10 juin 1941) est un historien américain. 

## Biographie
Il fait ses études au California Institute of Technology (BS in Chemistry, 1963) et à l'Université du Wisconsin à Madison (MS in History and Economics, PhD in History 1969). Il est formé comme spécialiste de l'histoire économique de l'Afrique et explore ensuite les modèles démographiques, sociaux et culturels en Afrique et dans la diaspora africaine. Manning enseigne à l'université du Nord-Est, de 1984 à 2006, où il dirige le World History Center.
Il est vice-président de la division d'enseignement de la Société américaine d'histoire de 2004 à 2006 et président en 2016. Il est professeur émérite "Andrew Mellon" d'histoire mondiale, à l'Université de Pittsburgh. Il est également président du World History Network, Inc., une société à but non lucratif qui encourage la recherche dans l'histoire du monde. Spécialiste de l'histoire mondiale et de l'histoire africaine, ses recherches actuelles portent sur l'historiographie mondiale, l'histoire humaine ancienne, la migration dans l'histoire mondiale, la diaspora africaine et la démographie de l'esclavage africain.

## Ouvrages
- A History of Humanity: The Evolution of the Human System (Cambridge: Cambridge University Press, 2020). Théorie et récit de l'évolution sociale humaine.
- Methods for Human History: Studying Social, Cultural, and Biological Evolution (New York : Palgrave Macmillan, 2020).
- Migration in World History (Londres : Routledge ; 3e édition, 2020 ; 2e édition, 2012 ; 1re édition, 2004). Une étude concise des processus de migration dans l'histoire humaine depuis les premiers hominidés jusqu'à aujourd'hui. Avec Tiffany Trimmer.
- Knowledge in Translation: Global Patterns of Scientific Exchange, 1000 - 1800 (Pittsburgh : University of Pittsburgh Press, 2018). Coéditeur, avec Abigail E. Owen.
- Global Transformation in the Life Sciences, 1945-1980 (Pittsburgh : University of Pittsburgh Press, 2018). Co-éditeur, avec Mat Savelli.
- Global Scientific Practice in an Age of Revolution. (Pittsburgh : Presses de l'Université de Pittsburgh, 2016). Co-éditeur, avec Daniel Rood.
- Big Data in History (Basingstoke, Royaume-Uni : Palgrave Macmillan, 2013).
- The African Diaspora: A History Through Culture (New York : Columbia University Press, 2009).
- World History: Global and Local Interactions (Princeton : Markus Wiener Publishers, 2005). Éditeur, avec douze contributions de nouveaux chercheurs en histoire du monde.
- Navigating World History:  Historians Create a Global Past (New York: Palgrave Macmillan, 2003). Un aperçu critique du domaine de l'histoire du monde[1]
- Slave Trades, 1500–1800: Globalization of Forced Labor (Variorium: Aldershot, Grande-Bretagne, 1996). Volume 15 de An Expanding World, édité par AJ Russell-Wood. (éd. et introduction).
- History from South Africa: Alternative Visions and Practices (Philadelphie : Temple University Press, 1991). Co-éditeur, avec Joshua Brown, Karin Shapiro, Jon Wiener, Belinda Bozzoli et Peter Delius, de cette collection d'articles, principalement écrits par des auteurs sud-africains.
- Slavery and African Life: Occidental, Oriental, and African Slave Trades (Cambridge: Cambridge University Press, 1990). Une étude de l'impact des exportations d'esclaves sur la démographie, l'économie, la société et l'idéologie africaines.
- Francophone Sub-Saharan Africa, 1880–1985 (Cambridge: Cambridge University Press, 1988; 2e édition, révisée et augmentée, 1999).
- Slavery, Colonialism, and Economic Growth in Dahomey, 1638–1960 (Cambridge: Cambridge University Press, 1982). Finaliste du prix Herskovits de l' Association des études africaines.